# Списак песама Мине
Испод је алфабетска листа песама које је италијанска певачица Мина записала у периоду од 1958. до сада. Током своје дуге каријере певачица је записала више од две хиљаде песама на италијанском, шпанском, португалском, француском, немачком, неаполитанском, турском и јапанском језику.

## !–9
- 'A minestrina (2018)[2]
- 'na sera 'e maggio (1960)[3]
- 'na voce 'na chitarra (e 'o poco 'e luna) (1994)[4]
- 'o cielo c'e manna 'sti ccose (2003)[5]
- 'o cuntrario 'e l'ammore (2003)[5]
- 'o ffuoco (1960)
- 'o sole mio (1968)[6]
- ¿Cómo estás? (Come stai?) (2007)[7]
- ¿Y que? (E poi...) (1975)[8]
- 20 parole (2005)[9]
- 29 settembre (1975)[10]
- 7 e 40 (1975)[10]

## A
- A banda (1970)[11]
- A chi (Hurt) (1983)[12]
- A cœur ouvert (Sognando)[13]
- A Hard Day's Night (1965)[14]
- A Night in Tunisia (1995)[15]
- A praça (1970)[11]
- A Rose in the Wind (2002)[16]
- A un passo da te (2017)[17]
- A volte (pretend that i'm her) (1964)
- Abban-dono (2023)[18]
- Accarezzame (2022)[19]
- Accendi questa luce (2010)[20]
- Acqua azzurra, acqua chiara (1984)[21]
- Acqua e sale (1998)[22]
- Acquolina (1991)[23]
- Adagio (1970)[24]
- Adesso è facile (2009)[25]
- Addio (1966)[26]
- Adoro (1993)[27]
- Aggio perduto 'o suonno (1996)[28]
- Agua y sal (Acqua e sale) (2007)[7]
- Ahi, mi' amor (Romance de Curro «El Palmo») (1983)[12]
- Ainda Bem (2011)[29]
- Aiutatemi (1959)[30]
- Al cuore non comandi mai (Plus fort que nous) (1971)[31]
- Al di là del fiume (2018)[2]
- Alfie (1971)[31]
- Alibi (2006)[32]
- All the Way (2005)[33]
- Alla fermata (2014)[34]
- Allegria (1968)[35]
- Allora sì (1983)[12]
- Almeno tu nell'universo (1995)[15]
- Amami amami (2017)[17]
- Amami e basta (2024)[36]
- Amado mio (1961)[14]
- Amante amore (1977)[37]
- Amanti (1991)[23]
- Amanti di valore (1973)[38]
- Amara terra mia (2001)[39]
- Amaro è 'o bene (1996)[28]
- Amici miei (1965)[14]
- Amico (1999)[40]
- Amor mio (1971)[31]
- Amor mío (Amor mio) (1972)[41]
- Amore (1994)[4]
- Amore (Spanish version) (1998)[42]
- Amore, amore, amore, amore (1968)[43]
- Amore baciami (1983)[12]
- Amore della domenica (2019)[44]
- Amore disperato (2010)[20]
- Amore di tabacco (1964)[45]
- Amore mio (1972)[46]
- Amore twist (1966)[14]
- Amore, amore, amore mio (1992)[47]
- Amoreunicoamore (2010)[20]
- Amorevole (1959)
- Amornero (1990)[48]
- Anata to watashi (tu ed io) (1961)
- Anche tu (1979)[49]
- Anche un uomo (1979)[49]
- Ancora (1986)[50]
- Ancora, ancora, ancora (1978)[51]
- Ancora dolcemente (1976)[52]
- Ancora tu (1978)
- Ancora un po' (1992)[47]
- And I Love Her (2022)[53]
- And My Heart Cried (1969)[54]
- Angel Eyes (1964)[55]
- Angela (1978)[51]
- Angeli negri (Angelitos negros) (1989)[56]
- Angustia (1966)[57]
- Anima nera (1992)[47]
- Another Day of Sun (2018)[2]
- Anytime, Anywhere (2012)[58]
- April in Paris (2005)[33]
- Are You Lonesome Tonight? (1989)[56]
- Argini (2018)[2]
- Armoniche convergenze (2011)[29]
- Arrivederci (1968)[14]
- As Time Goes By (1989)[56]
- Aspettando l'alba (2014)[34]
- Attimo per attimo (1969)[59]
- Ave Maria (2000)[60]
- Azzurro (1986)[50]

## B
- Baby, It's Cold Outside (2013)[61]
- Bachelite (1989)[56]
- Bahia (1965)[62]
- Balada para mi muerte (1972)[62]
- Balla chi balla (Bala com bala) (1977)[37]
- Ballando ballando (1984)[21]
- Ballata d'autunno (Balada de Otoño) (1972)[46]
- Bambola gonfiabile (1980)[63]
- Banana Boat (1984)[21]
- Banana Split for My Baby (2012)[58]
- Bang Bang (1967)[43]
- Barbera e champagne[62]
- Be-bop-a-lula (1958)[64]
- Bella senz'anima (1986)[50]
- Bellezze in bicicletta (1983)[12]
- Bell'animalone (2005)[9]
- Bésame Mucho (1967)[65]
- Bess, You Is My Woman Now (2009)[66]
- Bewitched (1965)[67]
- Bignè (1988)[68]
- Billie Jean (1990)[48]
- Bird Dog (1974)[69]
- Black Betty (1989)[56]
- Black Magic Woman (1992)[47]
- Blowin' in the Wind (2000)[70]
- Blue Moon (2005)[33]
- Body and Soul (1993)[27]
- Boh! (1996)[71]
- Bonne nuit (1979)[49]
- Boy (1981)[72]
- Brava (1965)[73]
- Breve amore (You Never Told Me) (1966)[26]
- Briciole di baci (1960)[74]
- Brigitte Bardot (1984)[21]
- Brivido felino (1998)[22]
- Brucio di te (2011)[29]
- Bugiardo e incosciente (1969)[59]
- Bum ahi! che colpo di luna (1961)
- Buona sera (1984)[21]
- Buonanotte, buonanotte (1980)[63]
- Buonasera dottore (1986)[50]
- Buon dì (Alone) (1959)[75]
- But Not for Me (1961)[67]
- Buttalo via (2024)[36]
- Buttare l'amore (2023)[76]

## C
- C'aggio a ffà (1985)[77]
- C'est comme un arc en ciel (Racconto) (1976)[78]
- C'est une chanson (Una canzone) (1981)[79]
- C'è più samba (Tem mais samba) (1968)[35]
- C'è un uomo in mezzo al mare (1976)[80]
- Cablo (1976)[52]
- California (1991)[23]
- Caminemos (1966)[57]
- Can't Help the Way I Am (Un colpo al cuore) (1969)[54]
- Can't Take My Eyes Off You (1970)[81]
- Canción para ti (Canzone per te) (1968)[82]
- Canção latina (1970)[11]
- Canta ragazzina (1967)
- Canterò per te (1989)[56]
- Canto (Anche se sono stonato) (1991)[23]
- Canto de Ossanha (1970)[11]
- Canto largo (1999)[83]
- Canzona appassiunata (2003)[5]
- Canzone per te (1968)[6]
- Canzone maledetta (2011)[29]
- Canzoni stonate (1988)[68]
- Capirò (I'll Be Home) (1971)[31]
- Capisco (1980)[63]
- Cappuccetto rosso (1964)
- Caravel (1974)[84]
- Careless Whisper (1987)[85]
- Carlo detto il mandrillo (1973)[38]
- Carmela (2003)[5]
- Carne viva (2009)[25]
- Carnevale di Venezia (1968)[62]
- Caro (1968)[86]
- Caro mio ben (2009)[66]
- Caro qualcuno (1982)[87]
- Cartoline (1967)[88]
- Caruso (1990)[48]
- Celeste (1960)[3]
- Cenerentola (1964)
- Cercami (1999)[40]
- Certe cose si fanno (2002)[89]
- Certo su di me (1987)[85]
- Champagne twist (1962)[90]
- Chattanooga Choo-Choo (1983)[12]
- Che bambola! (1983)[12]
- Che fatica (2002)[89]
- Che freddo (1961)
- Che lui mi dia (Basta um dia) (1977)[37]
- Che m'è 'mparato a fà (1983)[12]
- Che m'importa del mondo (1994)[4]
- Che male fa (1986)[50]
- Che meraviglia (1970)[24]
- Che nome avrà (1989)[56]
- Che novità (1979)[49]
- Che t'aggia di' (1998)[22]
- Che vale per me (1968)
- Che volgarità (1979)[49]
- Chega de Saudade (1963)
- Chi dice non dà (Canto de Ossanha) (1968)[35]
- Chi mai sei tu (L'unica donna) (1965)[62]
- Chi sarà (¿Quién será?) (1961)
- Chi sarà (1962)[90]
- Chi sarà (1980)[63]
- Chiedimi tutto (1995)[15]
- Chihuahua (1962)[91]
- Chitarra suona più piano (1989)[56]
- Chopin cha cha (1962)[91]
- Ci vuole un po' di R'n'R (2018)[2]
- Ciao ciao (Downtown) (1966)[14]
- Cielito lindo (2009)[66]
- Cigarette (1975)[92]
- Cigarettes and Coffee (1992)[47]
- Città vuota (It's a Lonely Town) (1965)[93]
- Ciuri ciuri (1968)[62]
- Clark Kent (1997)[94]
- Colori (1980)[63]
- Colpa mia (1976)[52]
- Com açucar, com afeto (1969)[59]
- Come gocce (1999)[83]
- Come hai fatto (2001)[39]
- Come la luna (2023)[76]
- Come mi vuoi (1992)[47]
- Come porti i capelli bella bionda (1972)[14]
- Come se io fossi lì (2010)[20]
- Come sinfonia (1961)
- Come stai? (1992)[47]
- Come te lo devo dire (2006)[32]
- Come te non c'è nessuno (1966)[14]
- Come Together (1994)[4]
- Come un diamante nascosto nella neve (2017)[17]
- Come un uomo (Comme un homme) (1975)[95]
- Come volano le nuvole (2019)[44]
- Comincia tu (1984)[21]
- Comme un homme (1975)[96]
- Compagna di viaggio (2011)[29]
- Con il nastro rosa (1993)[27]
- Con o senza te (2009)[25]
- Con te sarà diverso (1997)[94]
- Confidenziale (1960)
- Confidenziale (1960)
- Contigo en la distancia (1981)[72]
- Continuando (1994)[4]
- Conversazione (1967)[97]
- Copacabana (At the Copa) (1995)[15]
- Corazón felino (Brivido felino) (2007)[7]
- Corcovado (1968)[67]
- Core 'ngrato (1996)[28]
- Coriandoli (1960)
- Cosa manca (1986)[50]
- Cosa penso io di te (1972)[98]
- Così (1981)[72]
- Così così (2010)[20]
- Cowboys (1983)[12]
- Crazy (1994)[4]
- Credi (1970)[99]
- Cry (1968)[35]
- Cry Me a River (1992)[47]
- Cu 'e mmane (2003)[5]
- Cubetti di ghiaccio (1961)[90]
- Cuestión de feeling (Questione di feeling) (2007)[7]
- Cuore, amore, cuore (1988)[68]

## D
- Da capo (1977)[37]
- Da chi (1962)[91]
- Da vueltas la vida (Rotola la vita) (1998)[42]
- Dai dai domani (1969)
- Dalai (1988)[68]
- Dance, Darling, Dance (1959)[100]
- Das Kind ist in dem Teller (1988)[68]
- Datemi della musica (2006)[32]
- De acuerdo (Va bene, va bene così) (1998)[42]
- De qué servirá (Che vale per me) (1968)[82]
- Debo volver ya con los mios (Devo tornare a casa mia) (1975)[8]
- Deborah (1968)[35]
- Delta Lady (1972)[98]
- Despacio (Adagio) (1972)[41]
- Deux peut-être trois (Due o forse tre) (1976)[78]
- Devi dirmi di sì (1983)[12]
- Doce doce (1968)[43]
- Devo dirti addio (Pra dizer adeus) (1976)[52]
- Devo tornare a casa mia (1973)[101]
- Di già (1975)[95]
- Di vista (1995)[15]
- Dichiarazione d'amore (1973)[101]
- Dicitencelle vuje (1961)[67]
- Die Liebe am Sonntag (Domenica sera) (1974)[102]
- Dieci ragazzi (Dieci ragazze) (1975)[10]
- Dindi (1963)
- Dint' 'o viento (1999)[83]
- Dio, come ti amo! (2001)[39]
- Gassa d'amante (2024)[36]
- Distancias (Distanze) (1975)[8]
- Distanze (1974)[84]
- Dolce fuoco dell'amore (1998)[22]
- Dolly (1998)
- Domande (1986)[50]
- Domenica sera (1972)[103]
- Dominga (1970)[24]
- Domingo a la noche (1975)[8]
- Don Salvato' (2023)[76]
- Don't (1974)[69]
- Don't Ask Me to Love You (Domenica sera) (1978)[104]
- Don't Take Your Love Away (1979)[49]
- Donna donna donna (1995)[15]
- Doodlin' (1991)[23]
- Dopo il cielo (1985)[77]
- Dos o acaso tres (Due o forse tre) (1975)[8]
- Dottore (1996)[71]
- Dove sarai (2005)[9]
- Dön bana (Un anno d'amore) (1966)[105]
- Dr. Roberto (2011)[29]
- Due note (1960)[106]
- Due o forse tre (1974)[84]
- Dulcis christe (2000)[60]
- D'amore non scrivo più (2002)[89]

## E
- È cosi che funziona (2024)[36]
- E così sia (2011)[29]
- È inutile (1963)
- È inutile (1963)
- È l'amore (2017)[17]
- E l'era tardi (1977)[107]
- È l'uomo per me (He Walks Like a Man) (1965)[93]
- E la chiamano estate (1984)[21]
- È la solita storia… (2009)[66]
- E lucevan le stelle (2009)[66]
- E mi manchi (1999)[83]
- È mia (Menina) (1972)[98]
- È Natale (1988)[68]
- E penso a te (1971)[31]
- E poi... (1973)[101]
- E poi verrà l'autunno (1968)[43]
- È proprio così, son io che canto (Hey Mister, That's Me Up on the Jukebox) (1972)[98]
- E sapere (E savè) (1977)[107]
- E se domani (1964)[55]
- E sono ancora qui (1968)[108]
- E tu come stai? (1986)[50]
- E tu, chi sei? (1981)[72]
- E va bene, ti voglio (1981)[72]
- È vero (1960)[109]
- E… (1965)[93]
- Ebb Tide (1966)[57]
- Eccitanti conflitti confusi (2009)[25]
- Ecco il domani (2002)[89]
- Ecco tutto qui (1977)[107]
- Eccomi (1972)[103]
- Eclisse twist (1962)[91]
- Ein treuer Mann (1962)[110]
- El ayer (Ieri, ieri)[8]
- El Porompompero (1976)[80]
- El reloj (1969)
- Eloise (1985)[77]
- Emmanuelle (1969)[59]
- Emozioni (1972)[43]
- Encadenados (1995)[15]
- Ensemble (Distanze) (1976)[78]
- Eppur mi son scordato di te (1972)[43]
- Estrella del rock (Rock and Roll Star) (1982)[111]
- Era de maggio (2003)[5]
- Era vivere (1965)[93]
- Eravamo in tre (1963)
- Ero io, eri tu, era ieri (1970)[24]
- Eso es el amor (1984)[21]
- Esperame en el cielo (1981)[72]
- Estate (1984)[21]
- Et puis ca sert à quoi (E poi...) (1974)[112]
- Eva (2017)[113]
- Every Breath You Take (1995)[15]
- Everything Happens to Me (1964)[55]

## F
- Fa' qualcosa (1973)[101]
- Fai la tua vita (2006)[32]
- Fantasia (Fantasy) (1968)[108]
- Farfalle (2019)[44]
- Fascinating Rhythm (1961)[67]
- Fate piano (1972)[46]
- Fermerò qualcuno (1980)[63]
- Fermi (1991)[23]
- Fermoposta (1999)[40]
- Fever (2005)[9]
- Fiesta Brasiliana (1962)[114]
- Figlio unico (Trem das Onze) (1992)[47]
- Fine (2014)[34]
- Finisce qui (1968)[14]
- Fino a domani (2023)[76]
- Fiore amaro (1979)[49]
- Fiori rosa, fiori di pesco (1975)[10]
- Fire and Rain (2012)[58]
- Fiume azzurro (1972)[98]
- Flamenco (1991)[23]
- Flamingo (1974)[69]
- Fly Away (2011)[29]
- Fly Me to the Moon (In Other Words) (1972)[115]
- Folle banderuola (1959)[116]
- Fortissimo (1990)[48]
- Fosse vero (1994)[4]
- Fra mille anni (2005)[9]
- Fragile (2005)[9]
- Franz (1990)[48]
- Frida (1968)[43]
- Fuliggine (1992)[47]
- Full Moon and Empty Arms (1966)[57]
- Fuori città (2011)[29]

## G
- Galeotto fu il canotto (1999)[40]
- Ganimede (1990)[48]
- Gente (People) (1967)[43]
- Georgia on My Mind (1978)[51]
- Già visto (1982)[87]
- Gimme a Little Sign (1968)[62]
- Giochi d'ombre (1961)[90]
- Giorni (1977)[37]
- Giuro di dirti la verità (1983)[12]
- Give Me a Boy (1959)[117]
- Glaube ihr nicht (1970)
- Gloria (1960)[118]
- Gone with the Wind (2000)[70]
- Good Evening Friends (1976)[80]
- Goodbye (2005)[33]
- Grande amor (Grande amore) (2007)[7]
- Grande amore (1999)[83]
- Grande, grande, grande (1971)[31]
- Grande, grande, grande (Spanish version) (1972)[41]
- Grease (1986)[50]
- Grigio (1997)[94]
- Guapparia (2003)[5]

## H
- Ha tanti cieli la luna (1999)[40]
- Hai vinto tu (2002)[89]
- Have Yourself a Merry Little Christmas (2012)[58]
- He Will Call Again (1970)[81]
- Heartbreak Hotel (2018)[2]
- Heißer Sand (1962)[110]
- Hey Jude (1984)[21]
- Hymne à l'amour (1967)[62]
- Ho paura (1960)
- Ho scritto col fuoco (1959)[119]
- Ho un sassolino nella scarpa (1983)[12]
- How Deep Is Your Love (1985)[77]
- How Lovely Is Christmas (2013)[61]
- Hoy (Noi) (1998)[42]

## I
- I discorsi (1969)[65]
- I discorsi (English version) (2011)[120]
- I giardini di marzo (1975)[10]
- I giorni dei falò (Long Ago and Far Away) (1972)[46]
- I Got Rhythm (1961)[67]
- I Have a Love (2009)[66]
- I Know (1980)[63]
- I Left My Heart in San Francisco (1988)[68]
- I Loves You, Porgy (2009)[66]
- I migliori anni della nostra vita (1999)[40]
- I Only Have Eyes for You (1974)[69]
- I problemi del cuore (1969)[59]
- I ricordi della sera (È scesa malinconica la sera) (1992)[47]
- I Should Care (1967)[65]
- I Should Have Known Better (1965)[14]
- I sogni di un semplice (1973)[38]
- I Still Love You (Fate piano) (1974)[121]
- I Want to Be Free (1990)[48]
- I Want to Be Loved (But Only by You) (1969)[54]
- I Won't Cry Anymore (1969)[54]
- I' te vurria vasa'!… (2003)[5]
- I'll Be Home for Christmas (2013)[61]
- I'll Be Seeing You (2012)[58]
- I'll Fly for You (1992)[47]
- I'll Never Be Free (1969)[54]
- I'll See You in My Dreams (2002)
- I'm a Fool to Care (1991)[23]
- I'm a Fool to Want You (1966)[57]
- I'm Glad There Is You (1966)[57]
- I'm in the Mood for Love (1974)[69]
- I've Got You Under My Skin (2012)[58]
- Ideale (2009)[66]
- Ieri, ieri (1973)[38]
- If I Fell (1995)[15]
- If You Leave Me Now (1985)[77]
- Il cielo (1999)[40]
- Il cielo in una stanza (1960)
- Il cigno dell'amore (1982)[87]
- Il corvo (1991)[23]
- Il cuore si sbaglia (2024)[36]
- Il disco rotto (1962)
- Il frutto che vuoi (2009)[25]
- Il genio del bene (1991)[23]
- Il giocattolo (2014)[34]
- Il leone e la gallina (1994)
- Il meccanismo (1999)[83]
- Il mio amore disperato (2018)[2]
- Il mio nemico è ieri (1970)[24]
- Il mondo è grigio il mondo è blu (Le monde est gris le monde est bleu) (1968)[62]
- Il nostro caro angelo (1975)[10]
- Il palloncino (1962)[90]
- Il pazzo (2002)[89]
- Il pelo nell'uovo (2014)[34]
- Il plaid (1989)[56]
- Il poeta (1969)[59]
- Il poeta che non pensa mai (1973)[38]
- Il portiere di notte (1988)[68]
- Il posto mio (1994)[4]
- Il povero e il re (2010)[20]
- Il Riccardo (1972)[62]
- Il segnale (Kiss the Sky) (2022)[122]
- Il soldato Giò (1962)[91]
- Il sogno di Giacomo (2010)[20]
- Il tempo (1962)[90]
- Il tempo di morire (1972)[43]
- Il testamento del capitano (1976)[80]
- Il tuo arredamento (2018)[2]
- Il vento (1979)[49]
- Ill Wind (2002)[16]
- Immagina un concerto (1975)[95]
- Impagliatori d'aquile (1994)[4]
- Improvvisamente (1962)[91]
- In autostrada (1985)[77]
- In onda (1994)[4]
- In percentuale (2002)[89]
- In the Mood (1968)[67]
- In vista della sera (1990)[48]
- Indifferentemente (1996)[28]
- Inevitabile (2006)[32]
- Inibizioni al vento (1973)[38]
- Innocenti evasioni (1975)[10]
- Insensatez (1964)[55]
- Insieme (1970)[24]
- Into the Groove (1988)[68]
- Inutile sperare (2010)[20]
- Invitation (1966)[57]
- Invoco te (1960)[123]
- Io amo tu ami (1961)
- Io camminerò (1976)[52]
- Io che amo solo te (1968)[6]
- Io che non vivo (1965)[14]
- Io e te (2010)[20]
- Io e te da soli (1970)[99]
- Io ho te (1998)[22]
- Io innamorata (1968)[108]
- Io innamorata (English version)[120]
- Io non sono lei (2014)[34]
- Io non volevo (1998)[22]
- Io per lui (To Give the Reason I Live) (1968)[14]
- Io sarò con te (1996)[71]
- Io sono il vento (1959)[124]
- Io sono quel che sono (1965)[93]
- Io ti amavo quando (You've Got a Friend) (1972)[98]
- Io tra di voi (Et moi dans mon coin) (1970)[24]
- Io vivrò senza te (1971)[125]
- Io voglio solo te (1999)[83]
- Io vorrei… non vorrei… ma se vuoi… (1989)[56]
- Io, domani (1986)[50]
- It Came Upon a Midnight Clear (2013)[61]
- It's Impossible (Somos novios) (1988)[68]
- It's Only Make Believe (1974)[69]
- It's Your Move (1982)[87]

## J
- Je so' pazzo (1994)[4]
- Je sto vicino a te (1996)[28]
- Jezebel (1968)[62]
- Jingle Bell Rock (2013)[61]
- Joana Francesa (1993)[27]
- Johnny (1997)[94]
- Johnny B. Goode (1989)[56]
- Johnny Guitar (1967)[65]
- Johnny Kiss (1959)[30]
- Johnny scarpe gialle (2006)[32]
- Julia (1959)[126]
- Juntos (Insieme) (1972)[41]
- Just a Gigolo (2012)[58]
- Just let me cry (1963)
- Just the Way You Are (1985)[77]

## K
- Killing Me Softly with His Song (1985)[77]

## L
- L'abitudine (Daddy's Dream) (1972)[46]
- L'altra metà di me (1986)[50]
- L'amore è bestia, l'amore è poeta (1980)[63]
- L'amore è un'altra cosa (1974)[84]
- L'amore ha i tuoi occhi (1965)[14]
- L'amore vero (2024)[36]
- L'amore viene e se ne va (2006)[32]
- L'amore, forse… (Ao amigo Tom) (1972)[46]
- L'amour est mort (Io e te da soli) (1972)[127]
- L'aquila (1975)[10]
- L'immensità (1967)[97]
- L'importante è finire (1975)[95]
- L'indifferenza (1991)[23]
- L'infinito di stelle (2019)[44]
- L'irriducibile (1993)[27]
- L'orto (2023)[76]
- L'ultima occasione (1965)[93]
- L'uomo dell'autunno (2011)[29]
- L'uomo perfetto (2019)[44]
- L'ultima preghiera (1959)[128]
- L'ultima volta (1976)[52]
- L'ultimo gesto di un clown (1988)[68]
- L'uomo della sabbia (1970)[24]
- L'uva fogarina (Teresina Imbriaguna) (1972)[14]
- La bacchetta magica (1996)[71]
- La ballata del Cerutti (1972)[62]
- La banda (A banda) (1967)[97]
- La barca (1964)[55]
- La bella Gigogin (1968)[62]
- La canzone del sole (1994)[4]
- La canzone di Marinella (1967)[65]
- La casa del nord (1984)[21]
- La casa del serpente (1991)[23]
- La chiromancienne (Caravel) (1975)[96]
- La clessidra (2010)[20]
- La compagnia (1988)[68]
- La controsamba (1983)[12]
- La danza (1968)[67]
- La donna riccia (2001)[39]
- La febbre dell'hula hoop (1959)[119]
- La fin des vacances (2005)[9]
- La fine del mondo (1960)
- La follia (1992)[47]
- La fretta nel vestito (2005)[9]
- La gabbia (2023)[76]
- La guerra fredda (2019)[44]
- La lontananza (2001)[39]
- La luna e il cowboy (1959)[129]
- La mente cambia (La mente torna) (1972)[41]
- La mente torna (1971)[130]
- La mia carrozza (1972)[98]
- La mia vecchiaia (1973)[38]
- La monferrina (1968)[62]
- La montagna (1989)[56]
- La musica è finita (1968)[6]
- La nave (1984)[21]
- La nonna Magdalena (1960)[118]
- La notte (1960)
- La notte (La nuit) (1993)[27]
- La palla è rotonda (2014)[34]
- La partita di pallone (1966)[14]
- La pelle nera (1989)[56]
- La pioggia di marzo (Águas de Março) (1973)[101]
- La ragazza dell'ombrellone accanto (1963)
- La ragazza di Ipanema (1968)[67]
- La scala buia (1975)[131]
- La seconda da sinistra (2002)[89]
- La sera che partì mio padre (1977)[107]
- La sola ballerina che tu avrai (2014)[34]
- La solita storia d'amore (1973)[38]
- La tua voce dentro l'anima (1977)[37]
- La verità (1959)[132]
- La verità (1984)[21]
- La vida gota a gota (La vita goccia a goccia) (1975)[8]
- La vie (Credi) (1972)[127]
- La vigilia di natale (1973)[101]
- La vita goccia a goccia (1973)[38]
- La vita vuota (1982)[87]
- La voce del silenzio (1968)[35]
- Lacreme e voce (1999)[83]
- Lacreme napulitane (1978)[51]
- Lacrime e voce (1999)
- Ladro (2019)[44]
- Laia ladaia (1972)[115]
- Lamento d'amore (1973)[133]
- Lariulà (1965)[67]
- Lascia (2023)[76]
- Lassame (1959)[134]
- Last Christmas (2018)[2]
- Laura (2005)[33]
- Lazy River (1967)[65]
- Le cinque della sera (1960)
- Le cœur en larmes (Un colpo al cuore) (1969)[135]
- Le colline sono in fiore (1965)[14]
- Le farfalle nella notte (1971)[31]
- Le mani sui fianchi (1972)[98]
- Le mille bolle blu (1961)
- Le tue mani (1962)[91]
- Legata ad uno scoglio (1991)[23]
- Legittime curiosità (1987)[85]
- Les cornichons (1989)[56]
- Les mauvais jours (Ancora dolcemente) (2011)[13]
- Les oiseaux reviennent (Non tornare più) (1974)[112]
- Let It Be (1993)[136]
- Let It Snow! (2013)[61]
- Liebe am sonntag (1974)
- Liza (1981)[72]
- Llévate ahora (Portati via) (2007)[7]
- Lo farei (1990)[48]
- Lo faresti (1989)[56]
- Lo se (Fosse vero) (1998)[42]
- Lo shampoo (1991)[23]
- Los problemas del corazón (I problemi del cuore) (1972)[41]
- Lontanissimo (Somewhere) (1966)[57]
- Love Me (1993)[27]
- Love Me (Uappa) (1978)[104]
- Love Me Tender (1991)[23]
- Love Me, Please Love Me (1991)[23]
- Lullaby of Birdland (1968)[67]
- Lui, lui, lui (1988)[68]
- Lumière (Nuur) (1976)[78]
- Luna diamante (2019)[44]
- Luna lunera (1987)[85]
- Lunarità (1991)[23]
- Lunedì 26 ottobre (1968)[57]

## M
- Ma che bontà (1977)[37]
- Ma che ci faccio qui (2017)[17]
- Ma che freddo fa (1969)
- Ma chi è, cosa fa? (Partido alto) (1990)[48]
- Ma chi è quello lì (1987)[85]
- Ma c'è tempo (2009)[25]
- Ma ci pensi (1979)[49]
- Ma comme faje (2010)[20]
- Ma è soltanto amore (1969)[59]
- Ma l'amore no (1968)[6]
- Ma le gambe (1968)[62]
- Ma se ghe penso (1967)[65]
- Ma tu ci pensi (1996)[71]
- Ma tu mi ami ancora? (2009)[25]
- Magia (1983)[12]
- Magica follia (1982)[87]
- Magnificat (2000)[60]
- Mai (1959)[137]
- Mai cosi (1966)[26]
- Mai prima (1974)[84]
- Mai visti due (2014)[34]
- Makin' love (1960)
- Malafemmena (1990)[48]
- Malatia (1958)[138]
- Mandalo giù — l'elisir tirati su (1967)
- Manon (Preludio al terzo atto di «Manon Lescaut») (2009)[66]
- Mappamondo (1987)[85]
- Matrioska (2011)[29]
- Meraviglioso, è tutto qui (2019)[44]
- Margherita (1978)[51]
- Maria mari'!… (2003)[5]
- Marrakesh (Qualquer coisa) (1982)[87]
- Maruzzella (1996)[28]
- Me siento libre (La scala buia) (1975)[8]
- Meglio così (1996)[71]
- Meglio sarebbe (1972)[14]
- Mele Kalikimaka (2010)[20]
- Mellow Yellow (1968)[62]
- Merry Christmas in Love (2022)[122]
- Memorare (2000)[60]
- Mente (2002)[89]
- Messaggio d'amore (1998)[22]
- Metti uno zero (1995)[15]
- Mi chiamano Mimì (2009)[66]
- Mi fai sentire cosi strana (1971)[31]
- Mi guardano (1963)
- Mi guardano (1970)
- Mi manchi tu (1987)[85]
- Mi mandi rose (Todo prosa) (1985)[77]
- Mi parlavi adagio (2009)[66]
- Mi piace tanto la gente (1982)[87]
- Mi piacerebbe andare al mare (2010)[20]
- Mi ritorni in mente (1972)[43]
- Mi sei scoppiato dentro il cuore (1966)[26]
- Mi sono innamorata di te (1968)[43]
- Mi vendo (1999)[40]
- Mi vuoi lasciar (1960)
- Michelle (1976)[80]
- Miele su miele (1981)[72]
- Mille motivi (1993)[27]
- Mio di chi (1985)[77]
- Misty (1983)[12]
- Mogol Battisti (2006)[32]
- Moi je te regarde (Io innamorata) (1969)[139]
- Moliendo cafè (1961)[90]
- Momento magico (1984)[21]
- Mood Indigo (1976)[80]
- Moody's Mood (1988)[68]
- Moonlight Serenade (1976)[80]
- More Than Strangers (Vorrei che fosse amore) (1969)[140]
- More Than Words (1995)[15]
- Morirò per te (1982)[87]
- Motherless Child (1972)[43]
- Mr. Blue (1974)[69]
- Munasterio 'e Santa Chiara (1961)[67]
- Musica (1980)[63]
- Musica d'Argentina (1982)[87]
- Musica per lui (1996)[71]
- My Cherie Amour (1987)[85]
- My Crazy Baby (1959)[141]
- My Love (1976)[80]
- My Melancholy Baby (1966)[57]
- My Sharona (1985)[77]
- My True Love (1959)[142]
- My Way (2005)[33]

## N
- Nada te turbe (2000)[60]
- Napule è (2003)[5]
- Napule ca se ne va (1961)[67]
- Nature Boy (1983)[12]
- Naufragati (1995)[15]
- Nè come nè perchè (1968)[108]
- Ne la crois pas (Non credere) (1969)[135]
- Nei miei occhi (1985)[77]
- Nel blu, dipinto di blu (Volare) (2001)[39]
- Nel cielo dei bars (2020)[143]
- Nel fondo del mio cuore (1967)[144]
- Nem vem que nao tem (1970)[11]
- Neri (1999)[40]
- Nessun altro mai (2006)[32]
- Nessun dolore (1987)[85]
- Nessun dorma (2009)[66]
- Nessuno (1959)[145]
- Nessuno al mondo (No Arms Can Ever Hold You) (1970)[24]
- Neve (1992)[47]
- Never Never Never (1977)[146]
- Nient'altro che felici (1990)[48]
- Niente di niente (Break Your Promise) (1968)[108]
- Niente è andato perso (2021)[147]
- Niente meglio di noi due[44]
- Nieve (Neve) (2007)[7]
- Night Wind Sent (2002)[16]
- Ninguém me ama (1964)[55]
- Ninna nanna (1984)
- Ninna nanna amore stanco (1973)[38]
- Ninna pà (1993)[27]
- No (1966)[26]
- No (1981)[72]
- No Arms Can Ever Hold You (1968)[54]
- No juego más (Non gioco più) (1975)[8]
- No lo creas (Non credere) (1972)[41]
- No sé si eres tú (Sei o non sei) (2007)[7]
- No, non ha fine (1960)[74]
- Noi (1994)[4]
- Noi due (1967)[97]
- Noi due nel mondo e nell'anima (1988)[68]
- Noi soli insieme (1997)[94]
- Non arrenderti mai, uomo (Keep Your Hand on That Plow) (1972)[43]
- Non avere te (1992)[47]
- Non c'è che lui (1969)[59]
- Non c'è più audio (1995)[15]
- Non ci sono emozioni (1990)[48]
- Non credere (1969)[59]
- Non è Francesca (1975)[10]
- Non è niente (1994)[4]
- Non gioco più (1975)[131]
- Non ho difese (1983)[12]
- Non ho parlato mai (1971)[31]
- Non ho più bisogno di te (2023)[76]
- Non illuderti (1964)[55]
- Non mi ami (2017)[17]
- Non partir (1959)[138]
- Non passa (1999)[83]
- Non piangerò (just let me cry) (1964)
- Non può morire un'idea (1978)[51]
- Non sei felice (1960)[123]
- Non si butta via niente (2009)[25]
- Non si può morire in eterno (1997)[94]
- Non smetto di aspettarti (2024)[36]
- Non so (1974)[69]
- Non so dir (ti voglio bene) (1993)[27]
- Non ti lascerò (2024)[36]
- Non ti riconosco più (1972)[46]
- Non ti scordar di me (1968)[6]
- Non ti voglio più (2009)[25]
- Non tornare più (1973)[101]
- Non tornerò (1979)[49]
- Non voglio cioccolata (1960)
- Nostalgias (1993)[27]
- Notte di luna calante (2001)[39]
- Notte di san Valentino (1990)[48]
- Notturno delle tre (2002)[89]
- Nuages (1993)[27]
- Nuda (1976)[52]
- Nuie (1960)
- Nun è peccato (1996)[28]
- Nuur (1974)[84]
- Nuur (Spanish version) (2011)[148]

## O
- O qué será (1982)[87]
- Oblivion (Una sombra más) (2009)[66]
- Oggi è nero (1982)[87]
- Oggi sono io (2002)
- Ogni tanto è bello stare soli (1986)[50]
- Oh! Darling (1989)[56]
- Oh Happy Day (1965)[62]
- Oh, Lady Be Good (1961)[67]
- Old Fashion Christmas (2013)[61]
- Ollallà Gigi (1963)
- Om mani peme hum (1993)[27]
- Omni die (2000)[60]
- Once I Loved (O amor em paz) (2005)[33]
- One for My Baby (and One More for the Road) (2005)[33]
- Only the Lonely (2005)[33]
- Only This Song (2011)[29]
- Only You (1983)[12]
- Ora o mai più (1965)[73]
- Ormai (1977)[37]
- Oro (1994)[4]
- Oroscopo (1977)[37]
- Ossessione '70 (1972)[46]
- Oui c'est la vie (2014)[34]
- Oui, oui, oui, oui (1959)[75]
- Oye Cómo Va (1992)[47]
- Over the Rainbow (2012)[58]

## P
- Parlami d'amore Mariù (1993)[27]
- Parole parole (1972)[98]
- Parole parole (2007)[7]
- Pasqualino marajà (2001)[39]
- Passion Flower (1959)[149]
- Passione (1996)[28]
- Pel di carota (1966)[14]
- Pennsylvania 6-5000 (1976)[80]
- Penombra (1974)[84]
- Penso positivo (1995)[15]
- Per avere te (1987)[85]
- Per averti qui (1982)[87]
- Per di più (1984)[21]
- Per dirti t'amo (2024)[36]
- Per poco che sia (2006)[32]
- Per ricominciare (Can't Take My Eyes Off You) (1968)[35]
- Per te che mi hai chiesto una canzone (1995)[15]
- Per una volta tanto (1990)[48]
- Perchè no (1994)
- Perdimi (2014)[34]
- Perdoniamoci (1960)[109]
- Perfetto non so (1982)[87]
- Personalità (1960)
- Pesci rossi (1960)
- Piangere un po' (1959)[132]
- Piano (1960)
- Pianto della Madonna (2000)[60]
- Più del tartufo sulle uova (2009)[25]
- Più di cosi (1984)[21]
- Più di te (1965)[93]
- Poche parole (2010)[20]
- Pomeriggio sonnolento (1986)[50]
- Porque tu me acostumbraste (1995)[15]
- Portami con te (1967)[97]
- Portati via (2005)[9]
- Poster (1985)[77]
- Pour en finir comment faire (L'importante è finire) (1975)[92]
- Povero amore (2023)[76]
- Prendi una matita (1961)
- Pretend that i'm her (1963)
- Prisencolinensinainciusol (2017)[17]
- Profumi, balocchi e maritozzi (1999)[40]
- Proprio come sei (1987)[85]
- Proteggimi (1959)[128]
- Puro teatro (1998)[42]

## Q
- Qualcosa in più (1980)[63]
- Quand'ero piccola (1968)[108]
- Quand'ero piccola (English version) (2011)[120]
- Quand l'amour vous touche (Quando l'amore ti tocca) (1981)[79]
- Quando c'incontriamo (1961)[90]
- Quando corpus morietur (2000)[60]
- Quando dico che ti amo (1967)[14]
- Quando finisce una canzone (1992)[47]
- Quando l'amore ti tocca (1981)[72]
- Quando la smetterò (2017)[17]
- Quando mi dici così (1968)[43]
- Quando mi svegliai (1975)[150]
- Quando vedrò (1967)[97]
- Quanno chiove (1996)[28]
- Quanno nascette Ninno (2000)[60]
- Quasi come musica (A Song for You) (1975)[95]
- Quatt'ore 'e tiempo (Aria di chiesa di Alessandro Stradella) (1980)[63]
- Que maravilha (1970)[11]
- Que no que no (1963)
- Que nos separemos (Io e te da soli) (1972)[41]
- Quel motivetto che mi piace tanto (1965)[62]
- Quella briciola di più (2005)[9]
- Quelli che hanno un cuore (Anyone Who Had a Heart) (1968)[14]
- Questa canzone (2011)[29]
- Questa cosa chiamata amore (1970)[24]
- Questa vita loca (Vida loca) (2009)[25]
- Questione di feeling (1985)[77]
- Questa donna insopportabile (2014)[34]
- Questo piccolo grande amore (1986)[50]
- Questo si, questo no (1973)[101]
- Qui presso a te (2000)[60]

## R
- Racconto (C'est comme l'arc en ciel) (1975)[95]
- Radio (1980)[63]
- Rapsodie (1964)[45]
- Raso (1993)[27]
- Rattarira (2011)[29]
- Reginella (2002)[151]
- Reggio Emilia (1972)[14]
- Regolarmente (1968)[35]
- Renato (1962)[91]
- Resta cu'mme (2001)[39]
- Resta lì (1997)[94]
- Ricominciamo (1996)[71]
- Ride Like the Wind (2000)[70]
- Ridi pagliaccio (1988)[68]
- Rien que vous (Solo lui)[78]
- Rimani qui (1988)[68]
- Rino (1977)[107]
- Ritratto in bianco e nero (Retrato em branco e preto) (1986)[50]
- Robinson (1992)[47]
- Rock and Roll Star (1979)[49]
- Roma, nun fa la stupida stasera (1968)[62]
- Rose su rose (1984)[21]
- Rossetto sul colletto (Lipstick on Your Collar) (1960)
- Rosso (1994)[4]
- Rotola la vita (1994)[4]
- Rudy (1972)[46]
- Runaway (E poi...) (1974)[121]

## S
- S'è fatto tardi (1960)[152]
- Sabati e domeniche (1967)[97]
- Sabato notte (1962)[91]
- Sabor a mí (1964)[55]
- Sacumdì, sacumdà (Nem vem que não tem) (1968)[108]
- Santa Claus Got Stuck in My Chimney (2013)[61]
- Sapori di civiltà (1982)[87]
- Sarà per te (1989)[56]
- Saxophone (1977)[107]
- Scettico blues (1976)[80]
- Sciummo (1961)[67][90]
- Scrivimi (1987)[85]
- Se (2005)[9]
- Se avessi tempo (1993)[27]
- Se c'è una cosa che mi fa impazzire (1967)[97]
- Se finisse tutto così (1995)[15]
- Se il mio canto sei tu (1979)[49]
- Se mi ami davvero (2017)[17]
- Se mi compri un gelato (1964)[153]
- Se non ci fossi tu (1966)[57]
- Se piangi, se ridi (1965)[93]
- Se poi (1992)[47]
- Se stasera sono qui (1968)[35]
- Se telefonando (1966)[26]
- Se tornasse caso mai (If He Walked Into My Life) (1967)[97]
- Sei tu, sei tu (1968)[43]
- Se tu non fossi qui (1966)[26]
- Secondo me (1986)[50]
- Sei metà (1979)[49]
- Sei o non sei (2005)[9]
- Semplicemente tua (1986)[50]
- Sempre sempre sempre (1998)[22]
- Señora melancolía (1977)[37]
- Sensazioni (1979)[49]
- Sentado à Beira do Caminho (1970)[11]
- Sentimental Journey (1967)[65]
- Sentimentale (1960)[154]
- Sentimentale (1971)[31]
- Senza farmi male (2024)[36]
- Senza fiato (1982)[87]
- Senza umanità (1985)[77]
- September Song (2012)[58]
- Serafino campanaro (1960)[155]
- Serpenti (1987)[85]
- Sette uomini d'oro (1967)[14]
- Settembre (2019)[44]
- Sfiorisci bel fiore (1977)[107]
- Shadow Of My Old Road (1979)[49]
- She Loves You (1965)[14]
- She's Leaving Home (1980)[63]
- Si... (Vorrei che fosse amore) (1969)[139]
- Si che non sei tu (1993)[27]
- Si lo so (1962)[156]
- Si, l'amore (1993)[27]
- Sì, viaggiare (1978)[51]
- Signora più che mai (1975)[95]
- Silent Night (Stille Nacht, heilige Nacht) (2010)[20]
- Silenzioso slow (Abbassa la tua radio per favor) (1969)[6]
- Sin Piedad (2007)[7]
- Sincerely (1995)[15]
- Slowly (1962)[157]
- So (1967)[65]
- So che mi vuoi (It's for You) (1965)[93]
- So che non è così (1964)
- Sognando (1976)[52]
- Sogno (Sonhos) (1984)[21]
- Soli (1965)
- Solo se sai rispondere (2010)[20]
- Solo lui (1974)[84]
- Solo un attimo (2002)[89]
- Soltanto ieri (1961)[158][90]
- Someday (You'll Want Me to Want You) (1972)[115]
- Someday in My Life (1997)[94]
- Someone to Watch Over Me (1961)[67]
- Something (1971)[31]
- Somos (1967)[65]
- Somos novios (1998)[42]
- Sono andati? (2009)[66]
- Sono come tu mi vuoi (1966)[159]
- Sono le tre (2017)[17]
- Sono qui per te (1966)[26]
- Sono sola sempre (1981)[72]
- Sono stanco (1990)[48]
- Sophisticated Lady (1983)[12]
- Sorry Seems to Be the Hardest Word (1987)[85]
- Sotto il sole dell'Avana (1986)[50]
- Sotto l'ombrellino (1968)[62]
- Spaghetti, insalatina e una tazzina di caffè a Detroit (1968)[43]
- Spara (1985)[77]
- Specchi riflessi (1998)[22]
- Splish Splash (1959)[117]
- Squarciagola (1981)[72]
- Stai così (1997)[94]
- Stardust (1991)[23]
- Stars Fell on Alabama (1964)[55]
- Stasera con te (1966)[14]
- Stasera io qui (1978)[51]
- Stay with Me (Stay) (1999)[83]
- Stayin' Alive (1978)[51]
- Stella by Starlight (1964)[55]
- St. Louis Blues (1967)[67]
- Stessa spiaggia, stesso mare (1963)
- Stile libero (1993)[27]
- Strada 'nfosa (2001)[39]
- Stranger Boy (1963)[160]
- Strangers in the Night (1984)[21]
- Street Angel (1979)[49]
- Stringimi forte i polsi (1962)[161][91]
- Succede (1996)[71]
- Succhiando l'uva (2002)[89]
- Sulamente pè parlà (1995)[15]
- Sull'Orient Express (2006)[32]
- Summertime (1962)[90]
- Suona ancora (1997)[94]
- Suoneranno le sei (Balada para mi muerte) (1972)[98]
- Sweet Transvestite (1982)[87]

## T
- T'ho vista piangere (1959)[162]
- T.I.R. (1989)[56]
- Ta-ra-ta-ta (1966)[26]
- Tabu (1962)[114]
- Take Me (L'importante è finire) (1978)[104]
- También tú (Anche tu) (1982)[111]
- Te voglio bene assaje (1968)[67]
- Te vulevo scurdà (1959)[134]
- Tem mais samba (1970)[11]
- Tentiamo ancora (1973)[101]
- Teorema (1993)[27]
- Terre lontane (1976)[52]
- Tessi tessi (1960)[163]
- Tex-Mex (2019)[44]
- That Old Feeling (1967)[65]
- That's When Your Heartaches Begin (1974)[69]
- The Beat Goes On (1968)[43]
- The Captain of Her Heart (1995)[15]
- The Diary (1959)[126]
- The End (2006)[32]
- The Fool on the Hill (1993)[136]
- The Long and Winding Road (1993)[136]
- The Man I Love (1961)[67]
- The Man That Got Away (1967)[65]
- The Nearness of You (1964)[55]
- The Secret of Christmas (2013)[61]
- The Shadow of Your Smile (1968)[67]
- The Way I Love You (Amore mio) (1978)[55]
- The Wind Cries Mary (2000)[70]
- The World We Love In (Il cielo in una stanza) (1960)[164]
- These Foolish Things (Remind Me of You) (2005)[33]
- They Can't Take That Away from Me (1995)[15]
- This Masquerade (1988)[68]
- Ti accetto come sei (1975)[95]
- Ti accompagnerò (1993)[27]
- Ti dimentichi di maria (1982)[87]
- Ti lascio amore (2017)[17]
- Ti meriti l'inferno (2018)[2]
- Tiger Bay (1979)[49]
- Timida (1995)[15]
- Tintarella di luna (1959)[137]
- Tira a campà (1977)[107]
- To Be Loved (1974)[69]
- Too Close for Comfort (2023)[18]
- Todas as mulheres do mundo (1970)[11]
- Todo pasará, verás (Tutto passerà vedrai) (1975)[8]
- Tonight (1967)[67]
- Torna a Surriento (1961)[67]
- Tornerai qui da me (1994)[4]
- Torno venerdi (1995)[15]
- Tra Napoli e un bicchiere (1980)[63]
- Tradirò (1977)[37]
- Traditore (1991)[23]
- Trani a go-go (1972)[62]
- Trasparenze (1974)[84]
- Tre volte dentro me (1997)[94]
- Tre volte sì (1989)[56]
- Trenodia (1967)[165]
- Tres palabras (1981)[72]
- Triste (1976)[52]
- Tristeza (1968)[67]
- Troppa luce (2014)[34]
- Troppe note (2018)[2]
- Tu ca nun chiagne! (2003)[5]
- Tu con me (1987)[85]
- Tu dimmi che città (1994)[4]
- Tu farai (1965)[93]
- Tu musica divina (1973)[166]
- Tu no (1975)[95]
- Tu non credi più (1966)[97]
- Tu non mi lascerai (1967)[88]
- Tu sarai la mia voce (Put the Weight on My Shoulders) (1981)[72]
- Tu sei mio (1961)[167][90]
- Tu senza di me (1959)[168]
- Tu sì 'na cosa grande (2001)[39]
- Tu vuoi lei (1987)[85]
- Tua (1959)[145]
- Tutto (1960)[154]
- Tutto passerà vedrai (1974)[84]
- Tutto quello che un uomo (2023)[76]

## U
- Uappa (1975)[95]
- Uh uh (1981)[72]
- Un anno d'amore (C'est irreparable) (1965)[93]
- Un año de amor (Un anno d'amore [C'est irréparable]) (2007)[7]
- Un bacio è troppo poco (1965)[169]
- Un briciolo di allegria (2023)[76]
- Un buco nella sabbia (1965)[93]
- Un colpo al cuore (1968)[35]
- Un cucchiaino di zucchero nel thè (1986)[50]
- Un disco e tu (1959)[116]
- Un giorno come un altro (1969)[59]
- Un nuovo amico (1992)[47]
- Un piccolo raggio di luna (1960)[170]
- Un pò d'uva (1973)[38]
- Un pò di più (1979)[49]
- Un soffio (2018)[2]
- Un tale (1961)[171][91]
- Un tipo indipendente (1988)[68]
- Un uomo che mi ama (2006)[32]
- Un'aquila nel cuore (1983)[12]
- Un'estate fa (Une belle histoire) (1990)[48]
- Un'ombra (1969)[59]
- Un'ora (1988)[68]
- Un'ora fa (1969)[172]
- Una canzone (1981)[72]
- Una casa in cima al mondo (1966)[26]
- Una donna, una storia (1970)[24]
- Una lunga storia d'amore (1989)[56]
- Una mezza dozzina di rose (1969)[59]
- Una musica va (1974)[84]
- Una ragazza in due (Down Came the Rain) (1977)[37]
- Una zebra a pois (1960)[173]
- Un tempo piccolo (2020)[174]
- Und Dann... (E poi...) (1974)[102]
- Uno (Tango celebre) (1966)[57]
- Uno spicchio di luna[106]
- Uomo (1971)[130]
- Uomo ferito (1992)[47]
- Upa neguinho (1970)[11]
- Uscita 29 (1989)[56]
- Uvas maduras (Succhiando l'uva) (2007)[7]

## V
- Va bene, va bene così (1994)[4]
- Vacanze (1971)[31]
- Vai e vai e vai (2005)[9]
- Valentino vale (1963)[175]
- Valsinha (2007)[7]
- Vedrai vedrai (1971)[125]
- Veni Creator Spiritus (2000)[60]
- Vento nel vento (2018)[176]
- Venus (1959)[100]
- Venus (1986)[50]
- Verde luna (1981)[72]
- Via di qua (1986)[50]
- Vincenzina e la fabbrica (1977)[107]
- Vita vita (1977)[107]
- Viva lei (1970)[177]
- Voce 'e notte (1961)[67]
- Voglio stare bene (1980)[63]
- Voi ch'amate lo criatore (2000)[60]
- Vola, vola, vola (1968)[62]
- Vola vola da me (1962)[178][91]
- Volami nel cuore (1996)[71]
- Volendo si può (1972)[46]
- Volevo scriverti da tanto (2018)[2]
- Voli di risposte (1992)[47]
- Volpi nei pollai (2009)[25]
- Vorrei averti nonostante tutto (1972)[98]
- Vorrei che fosse amore (1968)[108]
- Vorrei saper perchè (1959)[141]
- Vuela por mi vida (Volami nel cuore) (2007)[7]
- Vulcano (1963)[160]

## W
- Walk On By (1981)[72]
- Walking the Town (2010)[20]
- Wave (Vou te contar) (1994)[4]
- We Are the Champions (1978)[51]
- What'd I Say (1965)[62]
- When (1958)[64]
- When I'm Sixty-Four (1993)[136]
- When You Let Me Go (Cosa resterà degli anni '80) (1995)[15]
- When Your Lover Has Gone (1989)[56]
- Where Would I Be Without Your Love? (Ancora dolcemente) (1978)[104]
- Whisky (1959)[129]
- White Christmas (2013)[61]
- Why? (Why Do You Treat Me Like You Do) (Vorrei averti nonostante tutto) (1978)[104]
- Wind of Change (2002)[16]
- With a Little Help from My Friends (2022)[53]

## Y
- Yeeeeh (Ain't Gonna Eat My Heart Out Anymore) (1990)[48]
- Yesterday (1971)[125]
- Yo pienso en ti (E penso a te) (1972)[41]
- Yo qué puedo hacer (Uomo) (1972)[41]
- You Are My Destiny (1960)[179]
- You Are My Love (1985)[77]
- You Go to My Head (1964)[55]
- You Get Me (2010)[20]
- You Keep Me Hangin' On (1980)[63]
- You Make Me Feel Brand New (1987)[85]
- You're Tired of Me (Mi vuoi lasciar) (1960)[164]
- You'll Never Never Know (1988)[68]
- You're Mine You (1969)[54]
- You're So Vain (1985)[77]
- You've Made Me So Very Happy (1972)[115]
- Young at Love (1965)[157]

## Z
- Zio Tom (1990)[48]
- Zum pa pa (2023)[76]
- Zum zum zum (1968)[108]